# Argoengebergte
Het Argoengebergte (Russisch: Аргунский хребет; Argoenski chrebet) is een bergketen in de Transbaikal. Bestuurlijk ligt het in de oblast Tsjita van Rusland. Het ligt ten westen van de Argoenrivier. Het gebergte is ongeveer 100 kilometer lang met een gemiddelde hoogte van 800 tot 1000 meter en een maximale hoogte van 1122 meter. Het gebergte bestaat uit een complex van graniet en vulkanisch-terrigene afzettingen; zandsteen, puddingsteen en tufsteen. De hellingen bestaan uit steppelandschap dat wordt gebruikt voor extensieve veeteelt.